# Escoville
Escoville är en kommun i departementet Calvados i regionen Normandie i norra Frankrike. Kommunen ligger i kantonen Cabourg som ligger i arrondissementet Caen. År 2022 hade Escoville 851 invånare.

## Befolkningsutveckling
Antalet invånare i kommunen Escoville
Referens: INSEE